# Фратри и усташе кољу
„Фратри и усташе кољу“ јесте књига Лазара Лукајића, које говори о стравичним покољима које су усташе починиле у Другом светском рату на територији НДХ према српском, православном становништву.

## Структура и садржај књиге
Централни део приче заузима 7. фебруар 1942. године у селима Босанске Крајине, око Бања Луке: Дракулић, Шарговац, Мотике, Пискавицa и Ивањска. Тада су за један дан усташки крвници које је предводио римокатолички фратар Мирослав Филиповић - Мајсторовић, познат под надимком „Фра Сотона“, убили најмање 2.300 Срба, од чега је било више од 550 деце млађе од 12 година.
Српске жртве су убијане у својим кућама на најстрашније начине. Усташе су користили србомлате, србосјек, бајонете, жице и друга оружја. Српске куће су паљене и рушене. Усташке хорде за ову акцију биле су сачињене од јединица из Загреба и Бања Луке, потпомогнути локалним Хрватима тј, комшијама настрадалих Срба. Ово је уједно и највећи једнодневни покољ у Другом светском рату.
У књизи се могу прочитати и сведочења појединих преживјелих сведока, који су после рата сведочили о свим ужасима које су видели својим очима.
Књига приказује на директан начин спрегу између Ватикана (папске државе) и усташког покрета, односно како и зашто је настала Независна Држава Хрватска, априла 1941. Ко јој је био покровитељ и зашто. У књизи су тачно наведена имена познатих свештеника, усташких кољача: Мирослав Филиповић - Мајсторовић, Љубо Милош и други. Управо су фрањевци у НДХ били покретачка снага за многе злочине над Србима, пошто је више од 2.000 римокатоличких свештеника активно учествовало у усташком геноциду над Србима.
Аутор Лазар Лукајић је своје писање књиге почео још 1955. године, када је радио као учитељ у основној школи у Шипрагама. Са њиме је радила и учитељица Добрила Мартиновић, која је преживела тај стравични покољ, гледајући како „Фра Сотона“ пред њеним очима коље девојчицу Радојку Гламочанин.
Књига је издата 2005. године у издању Фонда за истраживање геноцида.